# Liste der Biografien/Monj
Liste der Biografien |
Portal Biografien |
Personensuche
# |
A |
B |
C |
D |
E |
F |
G |
H |
I |
J |
K |
L |
M |
N |
O |
P |
Q |
R |
S |
T |
U |
V |
W |
X |
Y |
Z |
?
 
Ma |
Mb |
Mc |
Md |
Me |
Mf |
Mg |
Mh |
Mi |
Mj |
Mk |
Ml |
Mm |
Mn |
Mo |
Mp |
Mq |
Mr |
Ms |
Mt |
Mu |
Mv |
Mw |
Mx |
My |
Mz
 
Moa |
Mob |
Moc |
Mod |
Moe |
Mof |
Mog |
Moh |
Moi |
Moj |
Mok |
Mol |
Mom |
Mon |
Moo |
Mop |
Moq |
Mor |
Mos |
Mot |
Mou |
Mov |
Mow |
Mox |
Moy |
Moz
 
Mona |
Monb |
Monc |
Mond |
Mone |
Monf |
Mong |
Monh |
Moni |
Monj |
Monk |
Monl |
Monm |
Monn |
Mono |
Monr |
Mons |
Mont |
Monu |
Monv |
Mony |
Monz
Die Liste der Biografien führt alle Personen auf, die in der deutschsprachigen Wikipedia einen Artikel haben. Dieses ist eine Teilliste mit 19 Einträgen von Personen, deren Namen mit den Buchstaben „Monj“ beginnt.

## Monj

### Monja
- Monja, Dmitri Jewgenjewitsch (* 1988), russischer Eishockeyspieler
- Monja, Sergei Alexandrowitsch (* 1983), russischer Basketballspieler
- Monjardim, Jayme (* 1956), brasilianischer Regisseur und Drehbuchautor
- Monjarret, Polig (1920–2003), französischer Musiker, Musikforscher, Widerstandskämpfer und Aktivist
- Monjau, Franz (1903–1945), deutscher Maler

### Monje
- Monje Gutiérrez, Tomás (1884–1959), bolivianischer Politiker und Jurist
- Monje Sturmfels, Freya (1896–1981), deutsche Theaterschauspielerin und Vortragskünstlerin
- Monjé, Axel (1910–1962), deutscher Schauspieler und Synchronsprecher
- Monje, Fernando (* 1993), spanischer Automobilrennfahrer
- Monje, Leonardo (* 1981), chilenischer Fußballspieler
- Monjé, Manfred (1901–1981), deutscher Sinnesphysiologe und Hochschullehrer
- Monje, Mario (1929–2019), bolivianischer Politiker, Generalsekretär und Mitbegründer der Kommunistischen Partei Boliviens
- Monje, Michelle, US-amerikanische Neurologin
- Monjé, Paula (1844–1919), deutsche Malerin
- Monje, Vicente (* 1981), argentinischer Fußballspieler
- Monje, Víctor (* 1972), chilenischer Fußballspieler

### Monjo
- Monjo, John (* 1931), US-amerikanischer Diplomat
- Monjou, Johann Wilhelm von, preußischer Major im Siebenjährigen Krieg
- Monjour, Alf (* 1959), deutscher Romanist